# Nichita Stănescu
Nichita Hristea Stănescu (Ploieşti, 31 de março de 1933 – Bucareste, 13 de dezembro de 1983) foi um poeta romeno.

## Biografia

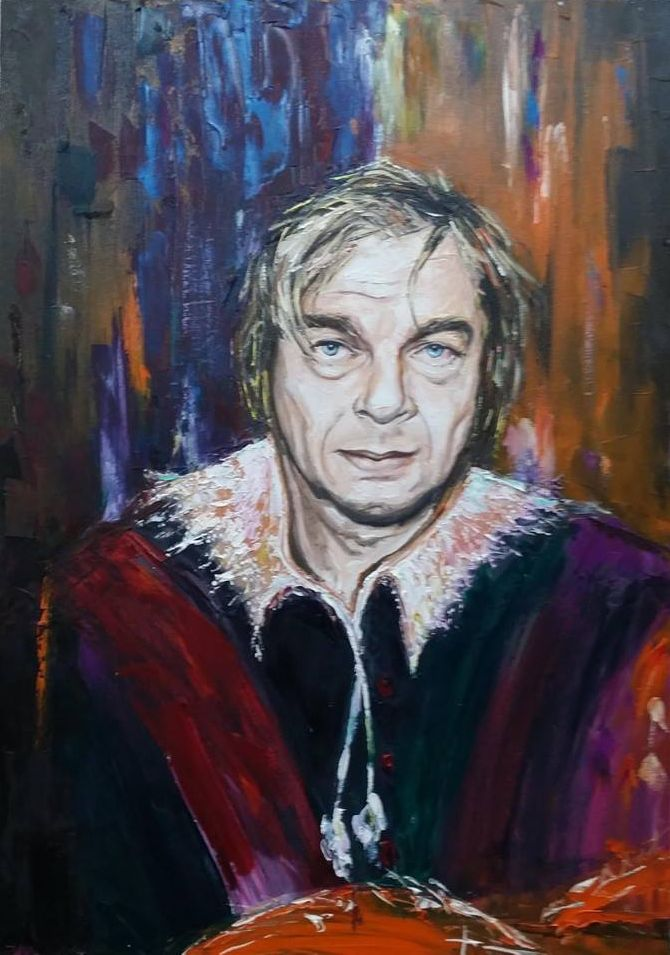
Nichita, by Paul Mecet

O pai de Stănescu era Nicolae Stănescu H. (1908-1982). Sua mãe, Tatiana Cereaciuchin, havia fugido da Rússia para se casar em 1931). Nichita concluiu o ensino médio em sua cidade natal, e, em seguida, passou a estudar língua e literatura romena em Bucareste. Fez a sua estreia literária na revista Tribuna.
Stănescu casou com Magdalena Petrescu em 1952, mas eles separaram um ano depois. Em 1962 casou com Doina Ciurea. Em 1982 casou com Todoriţa "Dora" Tărâţă.
Sua estréia editorial foi o livro de poesia Sensul iubirii, que apareceu em 1960. O último volume de poesia publicado em vida foi Noduri şi semne, publicado em 1982.
Morreu em 1983 de hepatite.
Nichita Stănescu recebeu muitos prêmios de poesia, dos quais o mais importante foi o Prêmio Herder (1975), bem como uma indicação ao Prêmio Nobel.
Apesar da morte prematura, deixou algumas das mais importantes poesias da literatura romena, tais como:
- O viziune a sentimentelor
- Dreptul la timp
- 11 Elegii
- Necuvintele
- Un pământ numit România
- Epica Magna
- Opere imperfecte
- Noduri şi semne

Postumamente foi eleito membro da Academia Romena.